# La Harmoye
La Harmoye es una comuna francesa situada en el departamento de Côtes-d'Armor, en la región de Bretaña.

## Demografía
| 585 | 555 | 464 | 424 | 374 | 383 | 376 |
| Para los censos de 1962 a 1999 la población legal corresponde a la población sin duplicidades (Fuente: INSEE [Consultar]) |     |     |     |     |     |     |